# The Big Sick
The Big Sick ist eine romantische Filmkomödie von Michael Showalter, die am 20. Januar 2017 im Rahmen des Sundance Film Festivals ihre Weltpremiere feierte. Der Kinostart in Deutschland erfolgte am 16. November 2017. Dem Film liegt die wahre Geschichte zugrunde, wie sich Kumail Nanjiani und seine spätere Ehefrau Emily V. Gordon, die auch gemeinsam das Drehbuch zum Film schrieben, kennen und lieben gelernt haben und wie ihnen hierbei oft pakistanische Traditionen im Weg standen.

## Handlung
Kumail, ein junger pakistanischer Einwanderer, versucht in Chicago als Stand-up-Comedian Fuß zu fassen, was nicht den Vorstellungen seiner traditionsbewussten Eltern entspricht. Zudem schafft er es nicht, ihnen zu sagen, dass er keine von ihnen arrangierte Ehe schließen möchte. Eines Abends lernt er die quirlige Emily kennen und beginnt eine Beziehung mit der Amerikanerin. Während Emily vorhat, Kumail ihren Eltern vorzustellen, verschweigt Kumail seine Beziehung zu einer nicht-pakistanischen Frau. Als Emily dies herausfindet und Bilder von Pakistanerinnen in seiner Wohnung findet, die ihm seine Eltern vorgestellt haben, beendet sie die Beziehung. Dann wird Emily jedoch unerwartet krank und muss in ein künstliches Koma versetzt werden. Nach anfänglichen Schwierigkeiten zwischen Emilys Eltern und Kumail freunden sie sich nach einer Weile miteinander an und kümmern sich gemeinsam um das Wohl von Emily.

## Biografischer Hintergrund
Emily V. Gordon wurde in der US-amerikanischen Großstadt Winston-Salem geboren, wo sie auch aufwuchs. Kumail Nanjiani hingegen wurde in der pakistanischen Großstadt Karatschi geboren, wurde schiitisch erzogen, gab später jedoch seine Konfession auf. Als Nanjiani 18 Jahre alt war, wanderte er in die USA aus und besuchte dort das Grinnell College in Iowa, wo er 2001 seinen Abschluss machte. Zehn Jahre später startete er gemeinsam mit Ali Baker einen Podcast, der sich mit Videogames beschäftigte und The Indoor Kids genannt wurde. Nachdem Baker noch im gleichen Jahr das Projekt verlassen hatte, führte Nanjiani dieses mit seiner Ehefrau Emily V. Gordon fort.

## Produktion

### Stab
Regie führte Michael Showalter. Das Drehbuch schrieben Emily V. Gordon und Kumail Nanjiani, deren Lebens- und Liebesgeschichte im Film erzählt wird.

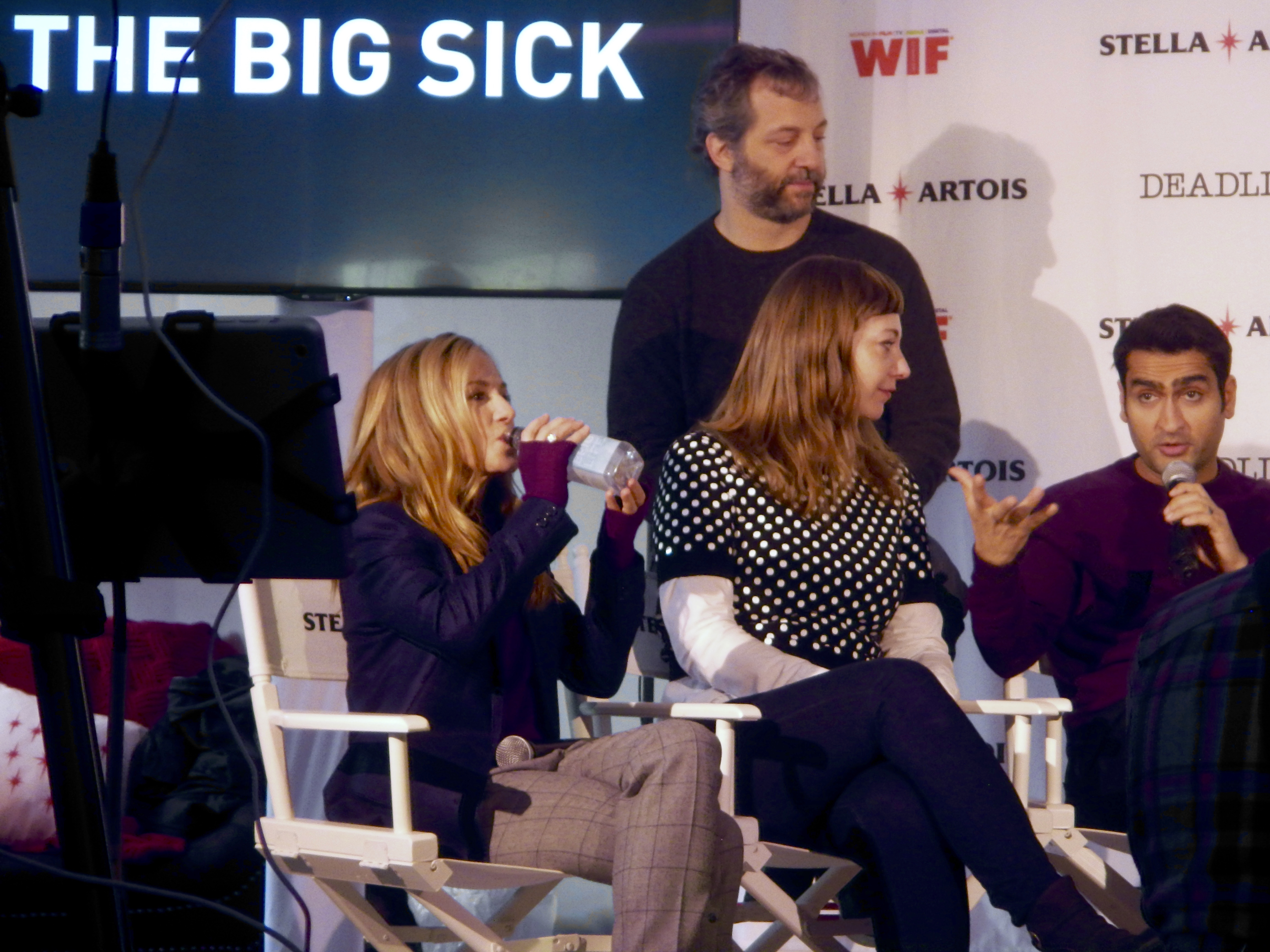
Holly Hunter, Judd Apatow, Emily V. Gordon und Kumail Nanjiani beim Sundance Film Festival 2017

Die Filmmusik wurde von Michael Andrews komponiert. Die Lieder Life, Love and Pain und So Long wurden von Kyle James Hauser geschrieben, eingespielt und auch eingesungen. Der Soundtrack zum Film umfasst 13 Titel und wurde am 23. Juni 2017 von Varese Sarabande auf CD veröffentlicht.

### Veröffentlichung
Der Film feierte am 20. Januar 2017 im Rahmen des Sundance Film Festivals seine Weltpremiere, wo sich die Amazon Studios für 12 Millionen US-Dollar die Rechte am Film für die USA und einige weitere Länder sicherten. Am 16. März 2017 wurde der Film beim South by Southwest Film Festival in Austin vorgestellt. Am 18. Mai 2017 eröffnete The Big Sick das Seattle International Film Festival. Am 23. Juni 2017 kam der Film in ausgewählte US-amerikanische Kinos und startete dort am 14. Juli 2017 landesweit. Am 30. Juni 2017 eröffnete der Film das Filmfestival Karlovy Vary. Am 10. August 2017 wurde der Film beim Internationalen Filmfestival von Locarno vorgestellt. Im September 2017 soll der Film beim San Sebastián International Film Festival gezeigt werden. Ein Kinostart in Deutschland erfolgte am 16. November 2017.

## Rezeption

### Altersfreigabe
In den USA erhielt der Film von der MPAA ein R-Rating, was einer Freigabe ab 17 Jahren entspricht. In Deutschland ist der Film FSK 6. In der Freigabebegründung heißt es: „Der Film ist trotz der ernsten Aspekte von überwiegend heiterer Atmosphäre geprägt und einfühlsam erzählt. Kinder im Vorschulalter können zwar von einzelnen dramatischen Momenten und Krankenhausszenen verunsichert werden, doch bereits 6-Jährige sind in der Lage, mit diesen Aspekten umzugehen. Da sich ihnen der Kontext erschließt und immer wieder aufheiternde Passagen sowie der Humor der Comedy-Einlagen für Distanz und Entlastung sorgen, können sie den Film bis zum Happy End verarbeiten, ohne überfordert zu werden.“

### Kritiken und Einspielergebnis

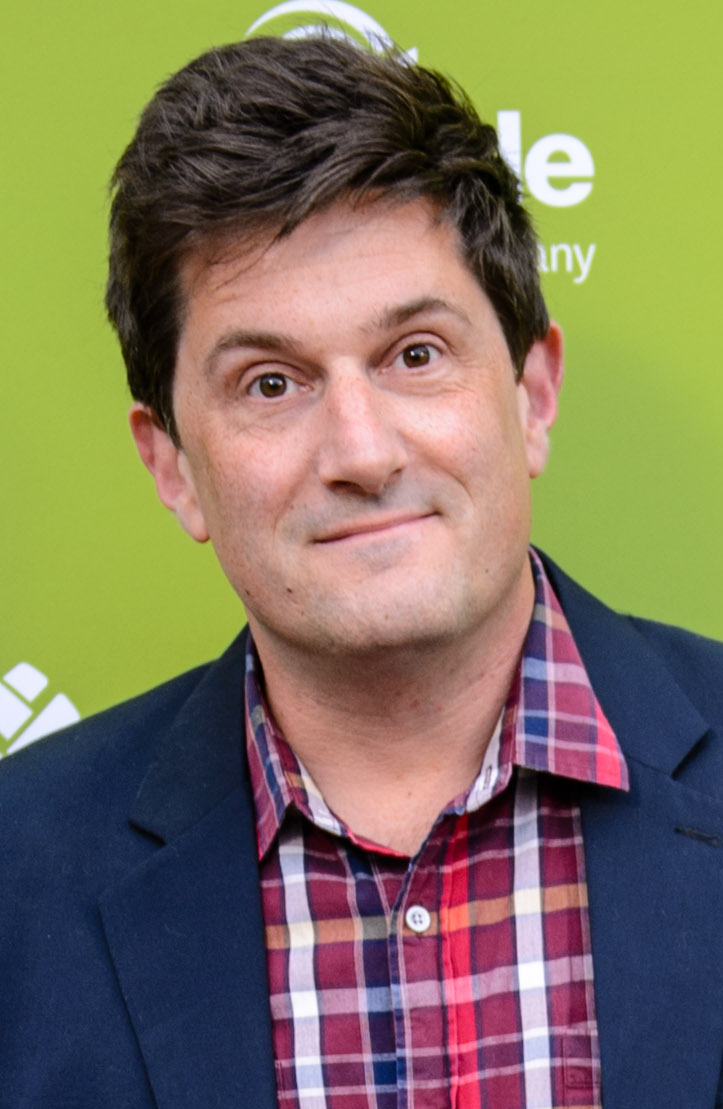
Regisseur Michael Showalter

Der Film konnte bislang 98 Prozent der Kritiker bei Rotten Tomatoes überzeugen und erhielt hierbei eine durchschnittliche Bewertung von 8,3 von möglichen 10 Punkten. Im Rahmen der Golden Tomato Awards des Jahres 2017 ging der Film als Sieger in der Kategorie Beste Filmromanze hervor. Für Brian Tallerico, einen Filmkritiker von Roger Ebert, ist der Film die beste romantische Komödie seit Jahren. Scott Beggs vom Nerdist meint, der Film sprudele über vor komischen, ungeschickten, traurigen und ehrlichen Momenten. John DeFore von The Hollywood Reporter resümiert: „Eine lustige und zärtliche Liebesgeschichte mitten aus dem Leben.“
Jens Balkenborg von epd Film beschreibt The Big Sick als eine romantische Komödie, die aber auch witzig, traurig, bescheiden, klug und in vielen Momenten sehr wahrhaftig sei, und Regisseur Michael Showalter habe aus Nanjianis und Gordons Geschichte einen angenehm unaufgeregten Film gemacht, der ohne künstlich aufgeblasene Höhepunkte völlig unprätentiös dahinfließe und sich Zeit für seine Figuren lasse. Als sie Monate später krank auf der Intensivstation landet und ins Koma fällt, entwickele sich der Film zu einer Charakterstudie und bekomme einen ganz neuen Drive, so Balkenborg, und plötzlich stehe die Geschichte der eigentlich unmöglichen Begegnung zwischen Kumail und Emilys Eltern Beth und Terry im Zentrum: „Behutsam und mit viel Einfühlungsvermögen fängt die Kamera Blicke, Andeutungen und lange Gespräche zwischen dem ungleichen Trio ein und langsam schälen sich komplexe Menschen mit eigenen Macken und Problemen aus einer anfänglichen Schutzhaltung, entwickeln sich Freundschaften.“
Über Kumail Nanjiani sagt Günter H. Jekubzik von der Augsburger Allgemeinen, man müsse über diesen lachen, weinen, mitleiden und mitbangen, wenn er sich selbst als erfolglosen und verliebten Stand-up-Comedian spiele. Über die beiden Nebendarsteller, die Emilys Mutter und Vater spielen, sagt Jekubzik: „Eine geniale Holly Hunter und Ray Romano legen dieses alteingespielte Paar mit so viel Charakter, Ecken und Kanten hin, dass sie auf die Hauptrollen Anspruch erheben könnten.“
Sabienna Bowman von bustle.com sah bereits kurz nach der Oscarverleihung 2017 gute Chancen für den Film, bei der Preisverleihung des folgenden Jahres berücksichtigt zu werden.
Die weltweite Einnahmen aus Kinovorführungen belaufen sich bislang auf rund 56,3 Millionen US-Dollar. In Deutschland verzeichnet der Film 102.656 Besucher.

### Auszeichnungen (Auswahl)
Am 18. Dezember 2017 gab die Academy of Motion Picture Arts and Sciences bekannt, dass sich Michael Andrews’ Arbeit auf einer Shortlist befindet, aus der die Nominierungen in der Kategorie Beste Filmmusik im Rahmen der Oscarverleihung 2018 erfolgen werden. Im Folgenden eine Auswahl von Nominierungen und Auszeichnungen im Rahmen weiterer Filmpreise.
American Film Institute Awards 2018

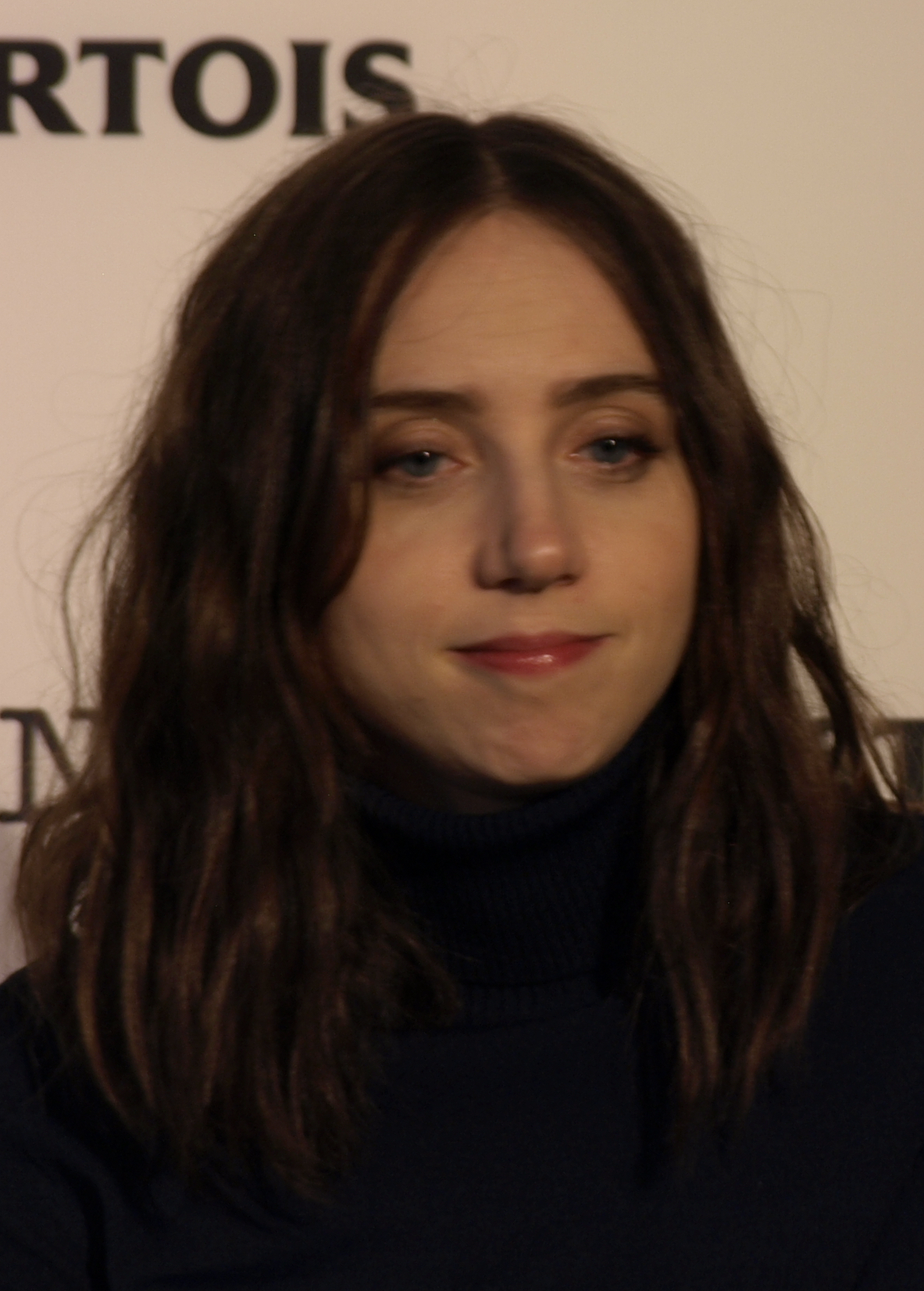
Zoe Kazan spielt im Film Emily

- Aufnahme in die Top-10-Filme des Jahres 2017[29]

Critics’ Choice Movie Awards 2018
- Nominierung als Bester Film
- Auszeichnung als Beste Komödie
- Nominierung für das Beste Drehbuch (Emily V. Gordon und Kumail Nanjiani)
- Nominierung als Beste Nebendarstellerin (Holly Hunter)
- Nominierung als Bester Darsteller in einer Filmkomödie (Kumail Nanjiani)
- Nominierung als Beste Darstellerin in einer Filmkomödie (Zoe Kazan)[30]

Gotham Awards 2017
- Nominierung für das Beste Drehbuch (Emily V. Gordon und Kumail Nanjiani)[31]

Hollywood Film Awards 2017
- Auszeichnung mit dem Hollywood Comedy Ensemble Award[32]

Independent Spirit Awards 2018
- Auszeichnung für das Beste Erstlingsdrehbuch (Emily V. Gordon und Kumail Nanjiani)
- Nominierung als Beste Nebendarstellerin (Holly Hunter)[33][34]

Internationales Filmfestival von Locarno 2017
- Nominierung für den Variety Piazza Grande Award (Michael Showalter)
- Auszeichnung mit dem Prix du Public UBS[35]

NAACP Image Awards 2018
- Nominierung für das Beste Drehbuch (Emily V. Gordon und Kumail Nanjiani)[36]

Palm Springs International Film Festival Awards 2018
- Auszeichnung mit dem Career Achievement Award (Holly Hunter)[37]

Producers Guild of America Awards 2018
- Nominierung als Bester Film (Judd Apatow und Barry Mendel)[38]

Satellite Awards 2017
- Nominierung als Bester Film
- Nominierung als Beste Nebendarstellerin (Holly Hunter)[39]

Screen Actors Guild Awards 2018
- Nominierung als Beste Nebendarstellerin (Holly Hunter)
- Nominierung als Bestes Ensemble in einem Film[40]

South by Southwest Film Festival 2017
- Auszeichnung mit dem Publikumspreis bei den Festival Favorites (Michael Showalter)[41]

Writers Guild of America Awards 2018
- Nominierung für das Beste Originaldrehbuch (Emily V. Gordon und Kumail Nanjiani)